# Sangiano
Sangiano é uma comuna italiana da região da Lombardia, província de Varese, com cerca de 1.247 habitantes. Estende-se por uma área de 2 km², tendo uma densidade populacional de 624 hab/km². Faz fronteira com Besozzo, Caravate, Laveno-Mombello, Leggiuno.

## Demografia
| Variação demográfica do município entre 1861 e 2011                               |
|                                                                                   |
| Fonte: Istituto Nazionale di Statistica (ISTAT) - Elaboração gráfica da Wikipedia |

## Personalidades
- Dario Fo (1926-2016), prémio Nobel da Literatura de 1997